# Akkoord van Petersberg
Het Akkoord van Petersberg is de officiële neerslag van de afspraken die op 22 november 1949 werden gemaakt tussen de Westduitse Bondsregering onder kanselier Konrad Adenauer en de geallieerde Hoge Commissarissen. Het is genoemd naar de Petersberg in het Zevengebergte bij Bonn, de toenmalige zetel van de Hoge Commissarissen. 
De belangrijkste punten van de overeenkomst waren:
- de stopzetting van de ontmanteling in sommige delen van Duitsland, zoals Berlijn
- de integratie van de Bondsrepubliek Duitsland in de Europese Gemeenschap, bijvoorbeeld door een latere toetreding tot de Raad van Europa
- de geleidelijke hervatting van consulaire en handelsbetrekkingen met andere landen
- de uitdrukkelijke bevordering van de betrekkingen met alle westerse staten
- de aanvaarding van de Bondsrepubliek Duitsland in internationale organisaties
- de vastbeslotenheid van de bondsregering om te handelen overeenkomstig de beginselen van vrijheid, verdraagzaamheid en menselijkheid en om elke heropleving van totalitaire aspiraties te voorkomen
- de vastbeslotenheid van de bondsregering om de demilitarisering van het federale grondgebied te handhaven en met alle haar ten dienste staande middelen te zullen trachten te voorkomen dat er opnieuw gewapende milities van welke aard dan ook worden opgericht[1]
- de aanvaarding van internationale controle over het Ruhrgebied (toetreding tot het Ruhr-statuut)
- de goedkeuring van de bilaterale overeenkomst over het Marshallplan
- de wetgeving inzake monopolievorming (kartels)
- de gedeeltelijke opheffing van de beperkingen voor de scheepsbouw.

Het Akkoord betekende een flinke uitbreiding van de bevoegdheden van de bondsregering, na het slechts enkele weken voordien – op 21 september 1949 – in voege getreden Bezettingsstatuut. Het wordt daarom beschouwd als de eerste stap van de Bondsrepubliek Duitsland om een onafhankelijke speler te worden inzake buitenlands beleid. 
Adenauers beleid van integratie naar het Westen toe werd in de Bondsdag sterk bekritiseerd door de sociaaldemocratische oppositie, die zich daarmee onpopulair maakte in de westerse hoofdsteden. Mede daardoor werden de politieke verhoudingen in de Duitse politiek voor lange tijd vastgelegd. 